# NGC 3622
NGC 3622 este o galaxie spirală situată în constelația Ursa Mare. A fost descoperită în 6 aprilie 1793 de către William Herschel. Se află la o distanță de 15,56 megaparseci de Pământ.